# Kinosternon chimalhuaca
Espèce
Statut de conservation UICN

 LC  : Préoccupation mineure
Kinosternon chimalhuaca est une espèce de tortues de la famille des Kinosternidae.

## Répartition
Cette espèce est endémique du Mexique. Elle se rencontre dans les États de Colima et de Jalisco.

## Publication originale
- Berry, Seidel & Iverson, 1996 : [Kinosternon chimalhuaca] in Rogner, 1996 : Schildkröten, p. 23-24.